# David Schramm
David Michael Schramm (ur. 14 sierpnia 1946 w Louisville, zm. 28 marca 2020 w Nowym Jorku) – amerykański aktor; znany głównie z roli Roya Bigginsa w sitcomie Skrzydła (1990-97).
Od końca lat 90. występował wyłącznie w teatrze.

## Filmografia
Filmy:
- Niech się dzieje co chce (1989) jako Lufkin
- Johnny Przystojniak (1989) jako Vic Dumask
- Szok dla systemu (1990) jako wykonawca

Seriale TV:
- Inny świat (1964-99) jako Herb Harris (gościnnie, 1984)
- Kennedy (1983) jako Robert McNamara
- McCall (1985-89) jako Joe (gościnnie, 1988)
- Policjanci z Miami (1984-89) jako profesor Eric G. Halliwell (gościnnie, 1989)
- Gliniarz i prokurator (1987-92) jako Richard Thompson (gościnnie, 1989)
- Pracująca dziewczyna (1990) jako Joe McGill
- Skrzydła (1990-97) jako Roy Biggins